# Condado de Terrell (Geórgia)
O Condado de Terrell é um dos 159 condados do Estado americano de Geórgia. A sede do condado é Dawson, e sua maior cidade é Dawson. O condado possui uma área de 874 km², uma população de 10 970 habitantes, e uma densidade populacional de 13 hab/km² (segundo o censo nacional de 2000). O condado foi fundado em 16 de fevereiro de 1856.